# Ingrid Ung
Ingrid Ung, till 2008 Petteri Valter Kokot, född 13 maj 1973 i Malmö, är en svensk och finländsk målare, tecknare, videokonstnär och performancekonstnär verksam i Finland.
Ung har en finländsk mor och en slovensk far. Hon studerade vid Fria Konstskolan 1996–1999 och 1999–2000 vid Chelsea College of Art and Design i London. Hon framträdde första gången 1999 och har uppmärksammats särskilt för sin videokonst och performancekonst, men även som målare och tecknare.
Ung inledde 2004 processen att korrigera sitt kön från man till kvinna. En foto- och videoutställning som berättar om behandlingen har visats bland annat i Karleby hösten 2010.